# Honba za sny
Honba za sny (v anglickém originále Chasing Dreams) je americký dramatický film z roku 1982. Režiséry filmu jsou Therese Conte a Sean Roche. Hlavní role ve filmu ztvárnili David G. Brown, John Fife, Jim Shane, Claudia Carroll a Matt Clark. 

## Obsazení
| David G. Brown  | Gavin |
| John Fife       | Parks |
| Jim Shane       | otec  |
| Claudia Carroll | matka |
| Matt Clark      | Ben   |
| Cecilea Bennett | Pam   |
| Kelly McCarthy  | Cindy |
| Lisa Kingston   | Sue   |
| Kevin Costner   | Ed    |